# ZHX2
ZHX2‏ (Zinc fingers and homeoboxes 2) هوَ بروتين يُشَفر بواسطة جين ZHX2 في الإنسان.